# 翦商：殷周之变与华夏新生
《翦商：殷周之变与华夏新生》是李硕2022年出版的历史类非虚构书籍，其内容是中国从新石器时代到周朝的历史，尤其是周朝取代商朝的历史和与之相关的人祭的兴衰。

## 内容
自新石器时代以来，华北形成了杀人献祭（人祭）的原始宗教，夏朝沿袭，商朝则更加严重。周人本无人祭传统，但后来投靠商朝，为商朝捕猎用于献祭的羌人。周文王曾被纣王拘禁，其长子伯邑考被纣王献祭。文王学习商朝的卜算，发展《易经》的体系，以推算“翦商”的战略。周武王伐纣后，曾模仿商人人祭。周公辅政，禁绝人祭，销毁了有关人祭的记录，发展出新的历史叙事、道德体系和宗教理念。孔子或许晚年发现了周公的这些事迹，所以才赞美周公，编辑六经，按照周公精神整理历史文献。六经的完成，标志着周公开创新华夏、埋葬旧华夏事业的完成。直到夏、商遗址的发掘，“被‘六经’等古文献掩盖和误读的历史真实，才得到重新诠释与复原。”

## 写作和出版
李硕于2012年在《读库》杂志上发表长文《周灭商与华夏新生》，此文在网络上被广泛转载，也附录于李硕2019年出版的著作《孔子大历史》。2020年5月，李硕辞去新疆大学的教职，经过两年时间，将《周灭商与华夏新生》扩写为四十七万字的《翦商》，于2022年10月由广西师范大学出版社出版。至2023年3月已卖出15万册。书籍出版后李硕接受了澎湃新闻和上观新闻的专访。李硕说，他起意写《周灭商与华夏新生》的缘由是美国电影《启示》，“故事背景是玛雅帝国的人祭制度。这部电影让我感觉特别震撼。”撰写主要借鉴了《失落的文明》丛书。

## 评论和荣誉
- 广西师范大学出版社评价：“本书借助考古材料和传世文献，梳理了上古人祭风俗产生、繁荣和消亡的全过程，以及人祭与华夏早期文明从伴生到分离的伟大转折，再现了古人（周人）为终结商朝和人祭风俗付出的巨大努力，使我们对华夏文明的起源有了全新的认知。”[5]
- 考古学家许宏作序推荐：“李硕有他自己明确的史观史识”，“对于考古材料的运用，与古文献和甲金文字一样，已达娴熟的程度，注释与用图，都颇为讲究”，“专业靠谱”，“绝不外行”。“这书读起来就让你放不下，最后，我要用‘震撼’二字来形容自己的感觉和心情了。”[6]
- 北京大学历史学系教授赵冬梅说，《翦商》应该算是一本真正的“天才之作”，“非常有想象力”。[5]作家甘武进说：“作者在此书的撰写中宏大处堂堂正正，细微处绵绵实实，运用大量现代考古发掘的成果，对应甲骨文卜辞及《易经》卦象，将费解的言辞重新释义，重构武王伐纣的历史认知等，为读者揭开了华夏上古历史中重要的一页。”[7]
- 《新京报书评周刊》的书评认为，《翦商》对文献的解释中“往往过分信从一家之言，实际上是为证成己说而采用了特定的观点，有先入为主的嫌疑。”[8]署名为“林屋公子”的文章认为，《翦商》中一些观点完全出于想象，“不少观点虽有依据，但非通说。”“还有一些明显的讹误。”“不过，《翦商》仍是一部瑕不掩瑜的著作”。[9]
- 浙江大学历史学院教授吴铮强说，他看来《翦商》不是一部学术专著，而是一部小说，“是一部深刻把握那段历史以及具有重要现实意义的小说”。“这部作品用了大量考古资料与典籍作为材料，吸收了大量学术成果，对普通读者来说显得特别学术性，但很多重要的创新性描述，不是依据史料与逻辑推导出来的学术结论。”[10]
- 李昌懋认为：当代史的事件和话语极大影响了《翦商》的历史书写。《翦商》将文王塑造为“启示者”“立法者”（《翦商》将文王与摩西并提），将武王塑造为“复仇者”“革命者”，将周公塑造为“改革者”“启蒙者”，从而隐秘地呼应了新启蒙命题。[11]
- 《翦商》是豆瓣2022年度历史文化图书、广西师范大学出版社2022年度十大好书、[3]《南方周末》2022年度十大好书。李硕因《翦商》获第11届春风悦读榜白银图书奖（非虚构类）。

## 外部連結
- 豆瓣读书上《翦商》的資料 （简体中文）